# Taanit Ester

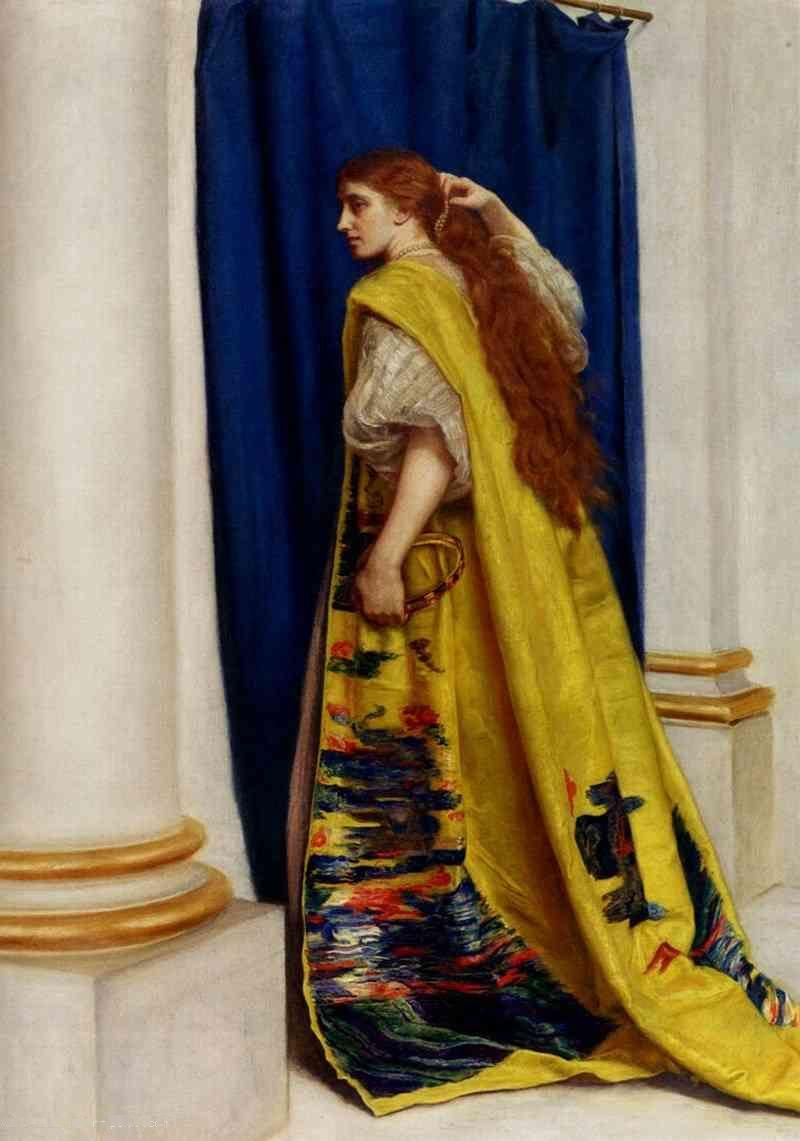
Ester visitant al Rei.

El Dejuni d'Ester o Taanit Ester (en hebreu: תענית אסתר) és un dia de dejuni menor jueu que va des de l'alba fins al vespre, i se celebra el dia 13 del mes d'adar, un dia abans de la festa de Purim, commemorant el dejuni de tres dies observat pel poble jueu. Si cau en Sàbat, llavors es commemora el dijous anterior.
Aquest dejuni ha estat acceptat per tots els jueus del món, de la manera com està escrit en el llibre d'Ester:
 "ordenant que se celebrés la festa de Purim en la data assenyalada, tal com ho havien ordenat Mardoqueu i la reina Ester per a ells i els seus descendents. Al mateix temps es van afegir certes regles referents a dejunis i lamentacions, (Ester 9:31)" 
El dejuni és observat en el tretzè dia del mes d'Adar, jueus de tot el món dejunen el 13 d'adar per recordar que יהוה s'apiada de tota persona en angoixa que dejuna i torna a una Teixuvà sincera. Quan Taanit Ester cau en Sàbat, el dejuni és observat el dijous precedent, i si l'any és de traspàs ("xanà meübbéret" שנה מעוברת en hebreu), es fa dejuni el tretzè dia d'adar II. Com Taanit Ester no és un dels quatre dejunis públics ordenat pels Profetes, les lleis són menys estrictes : les dones embarassades, les dones que donen pit i aquells que estan malalts estan exempts d'observar-lo.
Durant el 13 d'adar els jueus de Pèrsia sota el regne d'Ajashverosh es van congregar per defensar-se dels seus enemics que es preparaven a exterminar-los. Aquest mateix dia de guerra va ser fixat com a dia de dejuni i d'invocació a יהוה per a la salvació.
Una mala interpretació d'aquest dejuni és que commemora l'aniversari del dejuni que va realitzar la Reina Ester abans d'arriscar la seva vida en anar a veure el Rei "Ahaixveroix" (Assuer). De fet, això i la resta de la història, incloent l'execució d'Haman, descendent d'Amalek, considerat el primer enemic del poble jueu, van ocórrer abans del mes de Sivan i almenys 9 mesos abans de la festa de Purim al mes d'adar. Està acceptat comunament en la tradició rabínica que el dejuni original de 3 dies esmentat en el capítol 4 de la Meguilà (Llibre d'Ester) va tenir lloc els dies 14, 15 i 16 de Nissan, sent aquests la vigília i els primers dos dies de Péssah. Es creu que en l'antiguitat les persones dejunaven el dia abans de la batalla per obtenir favors divins i fortalesa d'esperit. Dejunar no és permès durant el mes de Nissan, i que els savis van determinar que el dejuni d'Ester havia de ser celebrat el dia 13 del mes d'adar, aquest també va ser un dia de dejuni per als jueus, ja que aleshores es van aplegar per fer la guerra als seus enemics.